# Lichenochora epifulgens
Lichenochora epifulgens är en lavart som beskrevs av Nav.-Ros. & Cl. Roux 1998. Lichenochora epifulgens ingår i släktet Lichenochora, ordningen Phyllachorales, klassen Sordariomycetes, divisionen sporsäcksvampar och riket svampar.   Inga underarter finns listade i Catalogue of Life.